# Pacific Grove
Pacific Grove é uma cidade costeira localizada no estado americano da Califórnia, no condado de Monterey. Foi incorporada em 5 de julho de 1889.
É conhecida pelas suas casas vitorianas, os seus museus, a migração anual das borboletas-monarca, pelo escritor John Steinbeck e seu famoso Cannery Row, pelo Aquário, e pelo laboratório de biologia marinha da Universidade de Stanford.

## Geografia
De acordo com o United States Census Bureau, a cidade tem uma área de 10,4 km², onde 7,4 km² estão cobertos por terra e 2,9 km² por água.

## Demografia
Segundo o censo nacional de 2010, a sua população é de 15 041 habitantes e sua densidade populacional é de 2 030,55 hab/km². Possui 8 169 residências, que resulta em uma densidade de 1 102,82 residências/km².